# Plaza General San Martín (Buenos Aires)
La Plaza General San Martín es el principal espacio verde en el barrio de Retiro, en Buenos Aires, Argentina. Inaugurada en 1862, donde antes había existido una plaza de toros, fue declarada Lugar Histórico Nacional en 1942.
Se encuentra rodeada por la Avenida Santa Fe, las calles Esmeralda, Arenales, Maipú, la Avenida del Libertador, la calle Florida y la calle San Martín.
Una placa de bronce en el sector cercano a la Avenida Santa Fe resume su historia:

Plaza San Martín / Esta plaza histórica fue antiguo barrio del Retiro y Plaza de Toros, llamose / Campo de la Gloria por la heroica defensa del pueblo de Buenos Aires contra / la segunda Invasión Inglesa y Campo de Marte por los ejercicios militares / que aquí se realizaban en el Cuartel de Retiro. El General San Martín / formó el Regimiento de Granaderos a Caballo que triunfó en San Lorenzo y / con el Ejército de los Andes llevó la libertad a Chile y Perú. / Comisión Nacional de Museos y Monumentos Históricos. Ley 12.665. Buenos Aires 17 de 1gosto de 1942 / en el 92.º aniversario de la muerte del General San Martín.

## Historia

### Período colonial
Una versión de la historia se remonta a 1537, durante la primera fundación de Buenos Aires. Un soldado llamado Sebastián Gómez habría sido autor del primer crimen cometido en la ciudad. Arrepintiéndose de sus crímenes y contrito, se habría retirado a vivir solitario en la barranca, construyendo una ermita coronada por una cruz, donde terminó sus días. El lugar pasó a conocerse como "Cruz Grande" y aparentemente, al llegar Juan de Garay en 1580, la cruz se mantenía en su lugar. El primer dato certero figura en la mesura de la Ciudad de Buenos Aires que se efectuó en 1608, cuando la Cruz Grande se eligió para marcar el límite norte del ejido.
En 1692, el Gobernador del Río de la Plata Agustín de Robles, adquirió unas 300 varas cuadradas en la meseta de El Retiro, a fin de edificar una casa de descanso que tuvo 39 habitaciones y 3 salas con techos, 42 estancias, de madera de cedro, 51 puertas, 12 escaleras, 7 ventanas con rejas de hierro y dependencias anexas. El 5 de octubre de 1703, la "casa de campo", aparecía ya siendo propiedad de don Miguel de Riglos, y pasó a ser conocida como la "Quinta de Riglos".

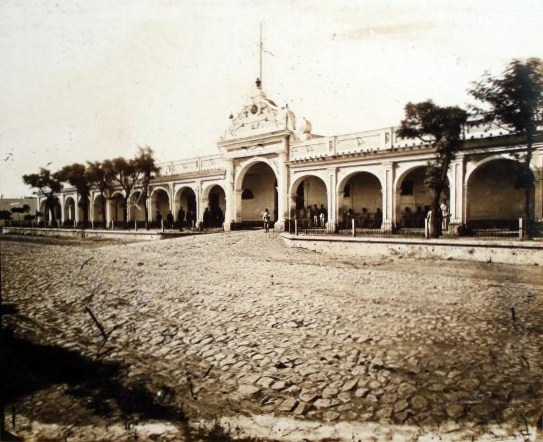
Cuartel del Retiro, demolido en 1891.

La quinta fue vendida el 19 de enero de 1718 a la "South Sea Company", dedicada al tráfico de negros esclavos. Los adquirientes levantaron algunos nuevos edificios destinados a oficiar de depósitos, pero en 1739, la propiedad fue confiscada por el gobernador Brigadier Miguel de Salcedo. En 1761, las edificaciones fueron destinadas por el gobernador Teniente General Pedro Antonio de Cevallos, como cuartel militar de Dragones, y en 1764 se construyó un tajamar.
En 1787, el Superintendente de Guerra y de la Real Hacienda, Francisco de Paula Sanz autorizó el establecimiento en El Retiro de la "Compañía de la India", empresa negrera especializada en la introducción de aborígenes angoleños. Pero los regidores protestaron esgrimiendo razones de higiene para proponer la eliminación de este mercado. 
Mientras, en 1785 el mismo Paul Sanz, autorizó el proyecto que presentara el Brigadier José Custodio de Sáa y Faría para la construcción de un nuevo cuartel en El Retiro, armonizando con las nuevas obras de urbanización que encaraba el Intendente de Policía Joaquín Antonio Mosquera. Saa y Faría proyectó en 1790 la Plaza de Toros en el Hueco de Monserrat, antecedente inmediato de la que se construiría en la actual Plaza San Martín diez años después.

### Plaza de Toros

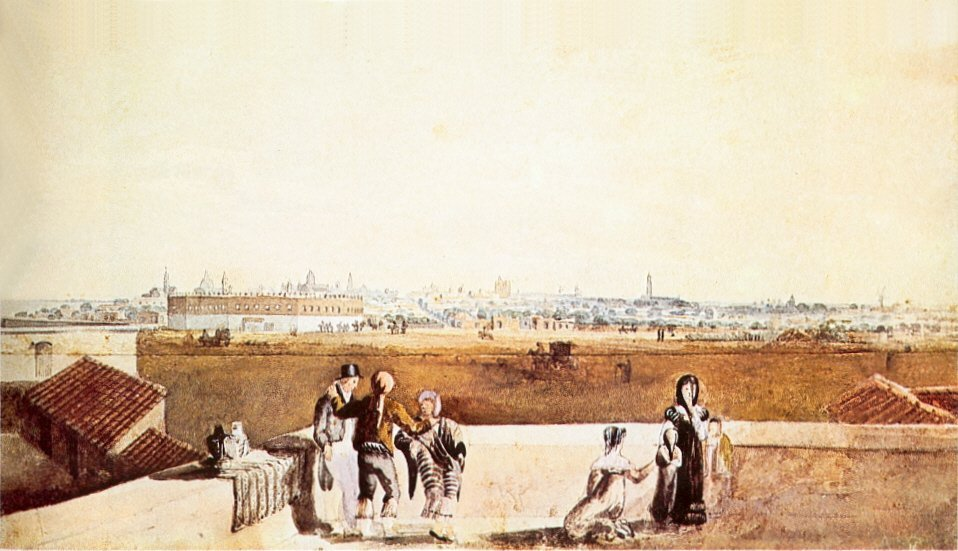
Vista desde la Plaza de Toros que existía hasta 1819 en el campo de la actual plaza.

Los hermanos y alarifes Francisco y José Cañete dieron inicio a los trabajos para la nueva Plaza de Toros en El Retiro el 26 de junio de 1800, terminándolo el 25 de enero de 1801. El costo de la obra fue de 42.287 pesos y 7 reales. El edificio poseía una capacidad de 10 000 espectadores, era de forma octogonal en estilo morisco y construido enteramente de ladrillos a la vista unidos con cal. Tenía una doble galería de palcos y gradas anchas con asientos corridos. La barrera tenía varias puertas utilizadas como burladeros. Además, disponía de una capilla y varios palcos oficiales, los que eran ornamentados de acuerdo al gusto de las autoridades. Estos palcos estaban separados unos de otros, eran cubiertos y sus puertas dotadas de cerraduras.
La entrada estaba ubicada perpendicularmente a la actual calle Florida, que fue cubierta con piedras para facilitar el acceso a la Plaza de Toros los días de lluvia. Por eso empezó a llamarse “Calle del Empedrado”, y para sortear el Zanjón de Matorras, se dispuso la construcción de un puente a la altura de la actual calle Viamonte.

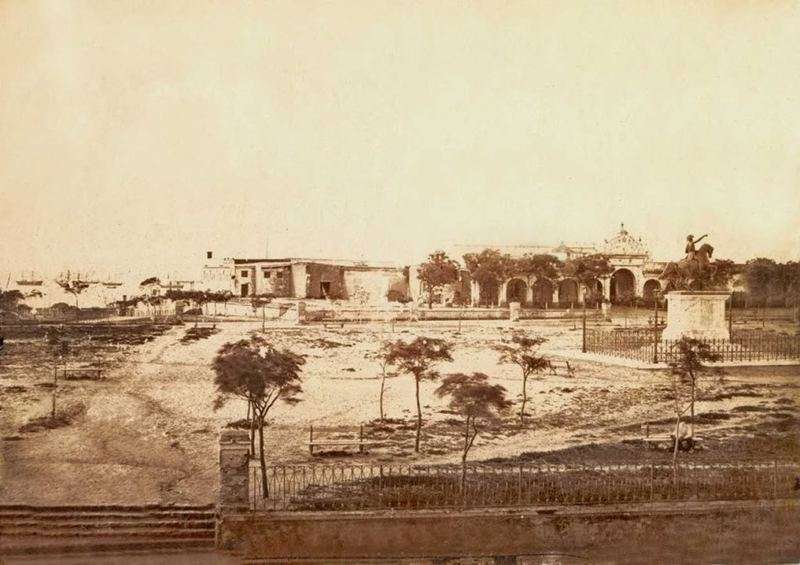
Vista del “Campo de Marte”, los Cuarteles del Retiro y el Monumento a San Martín (1865 o posterior)

Cuando se produjo en 1806 la Primera invasión inglesa, las tropas de la Reconquista (bajo el mando de Santiago de Liniers llegaron hasta aquí procedentes de Tigre. Habían pasado por la Ribera, Chacarita y se enfrentaron aquí con las tropas subordinadas al General William Beresford.
En 1807, en ocasión de la Segunda invasión inglesa, la plaza fue escenario nuevamente de enfrentamientos armados, esta vez entre los criollos y las tropas subordinadas a John Whitelocke. Luego de la victoria porteña, el Cabildo designó con el nombre de "Campo de la Gloria" a la antigua meseta de El Retiro.
A partir de 1812, las barrancas de los terrenos que hoy constituyen la plaza fueron ocupados por los cuarteles en los que el general José de San Martín organizó el Regimiento de Granaderos a Caballo. Desde aquí partieron para su bautismo de fuego en San Lorenzo, y los mismos cuarteles fueron testigos del regreso glorioso. 
En 1818 se había agregado al cuartel una galería aporticada, que desde entonces sirvió de marco a una plaza que siguió siendo por varias décadas más un gran baldío, como las de otros puntos de la ciudad. 
En 1819, el gobernador Intendente de la Provincia de Buenos Aires, General Eustaquio Díaz Vélez, dispuso la supresión de las corridas de toros, describiendo el estado del circo como “ruinoso”. Se llamó a un equipo de ingenieros para que estudiaran el estado de la estructura y presupuestar los arreglos, que resultaron más costosos de lo que la Provincia podía pagar. El 4 de enero de 1822, el gobernador Martín Rodríguez dictó un decreto prohibiendo las corridas de toros en jurisdicción provincial, a partir de allí, sólo se efectuaron por permiso especial del Jefe de Policía.

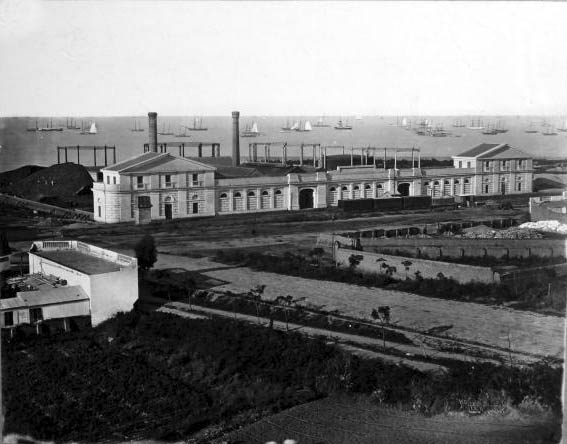
Planta de la Compañía Primitiva de Gas en Retiro, construida en 1856.

En la demolición de la Plaza de Toros intervino el maestro Juan Bautista Segismundo, quien al parecer se ocupó de emplear los materiales rescatados para la construcción del cuartel conocido como “de Artillería”, erigido en la meseta en 1823, detrás de los cuarteles ya existentes, entre ellos, el que ocupaban los Dragones de la Patria y luego los Granaderos a Caballo hasta 1826. Comprendía talleres para la maestranza dividida en las secciones de carpintería y herrería, depósitos de pólvora y almacenes de materiales. Allí se construían carruajes, cureñas, sables, lanzas, espuelas y proyectiles. 
A partir de 1823, es decir, durante la construcción del Parque de Artillería, el "Campo de la Gloria" pasó a ser conocido como "Campo de Marte". Luego de Caseros, el 12 de febrero de 1852, el Ejército al mando del General Justo José de Urquiza ocupó los cuarteles. Los cuarteles fueron remodelados en 1850 por el arquitecto inglés Edward Taylor.
En 1856, los empresarios "Jannet Hnos." construían en la actual Plaza Fuerza Aérea Argentina el depósito de la Compañía Primitiva de Gas. En enero de ese año, utilizando tuberías de loza, el gas comenzó a ser distribuido por las actuales Lavalle, Bartolomé Mitre, Florida y San Martín. Para el 25 de marzo, la Plaza de la Victoria y la Recova, tenían 500 focos. Las madres acudían con sus hijos convalecientes de tos convulsa, "confiadas en los beneficios de las emanaciones del lugar para la salud de sus niños".

### Plaza pública

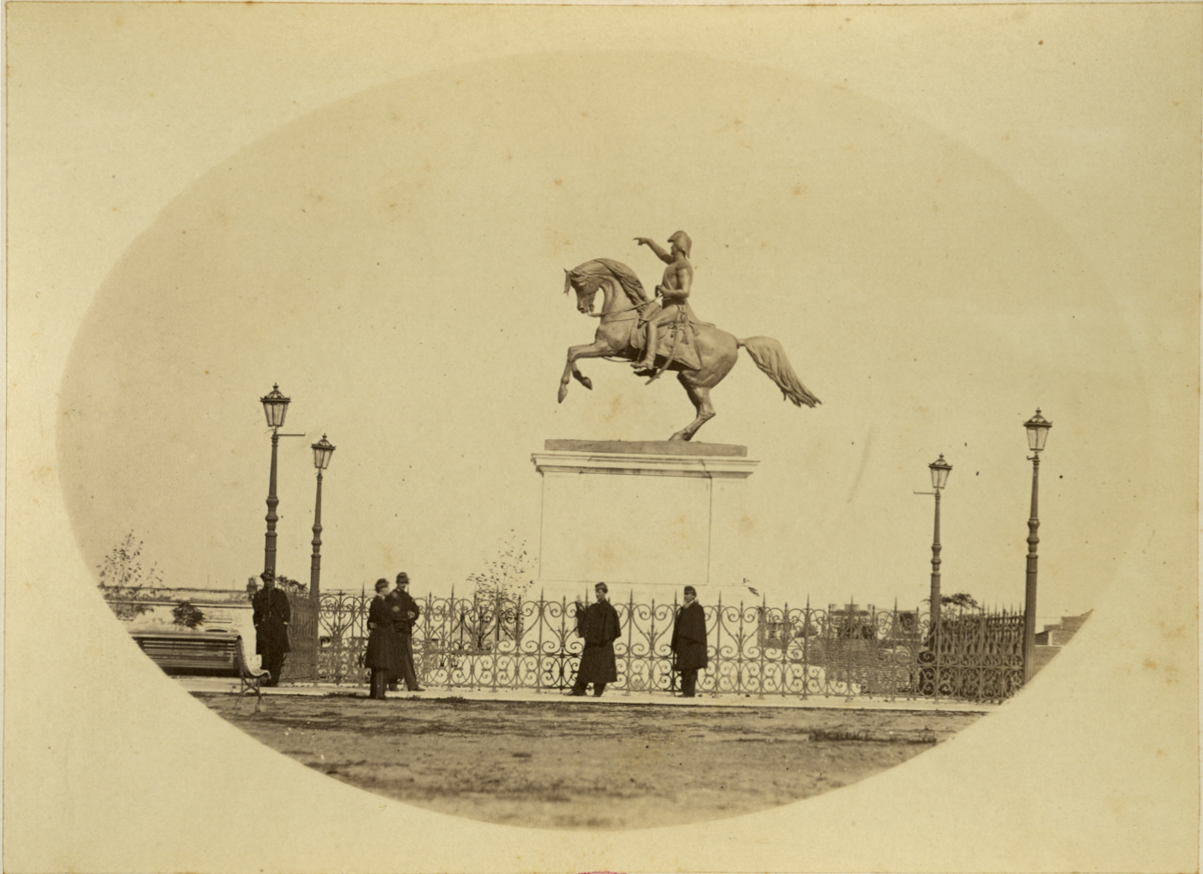
Monumento a San Martín en 1864, con su basamento original.

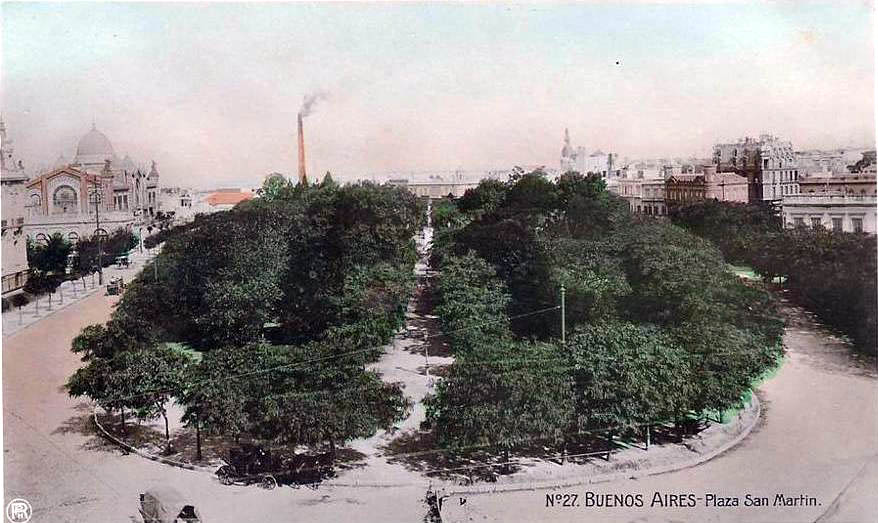
Vista desde Maipú y Arenales, ca. 1905, antes de la ampliación. A la izquierda se divisa el Pabellón Argentino.

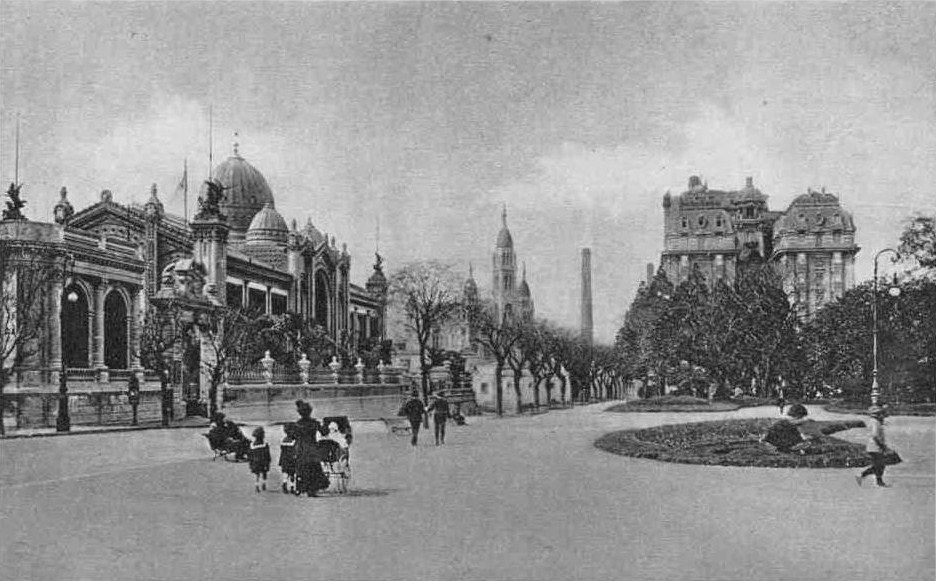
La plaza hacia 1920, cuando terminaba en la calle Arenales y existía el Pabellón Argentino. Al fondo, el Plaza Hotel.

Ante la insistencia de los vecinos para la creación de un espacio verde y público donde había existido el Campo de Marte, la Corporación Municipal fundada en 1856 discutió el proyecto.
En 1860 se realizó un concurso de planos para darle un mejor aspecto, obteniendo el ingeniero italiano José Canale el primer premio. Fue entonces ajardinada y el 13 de julio de 1862 se inauguró la estatua ecuestre de San Martín. En 1874 el paisajista francés Eugene Courtois, Jardinero Municipal, la remodeló completamente, dándole su aspecto actual.
El espacio fue bautizado con el nombre del Libertador en 1878, al cumplirse el centenario de su nacimiento. 
El 1 de diciembre de 1862, con la asistencia del por entonces Presidente Bartolomé Mitre, se libró al público el primer tramo de un ferrocarril a caballo entre Retiro y Belgrano, que se extendería hasta San Fernando y luego Tigre.
El 19 de diciembre de 1864 aconteció una gran explosión en el Cuartel de Artillería, al volar el depósito de pólvora. El siniestro produjo muertes y grandes destrozos. Los Cuarteles fueron parcialmente demolidos en 1881, por consejo del Comandante de la 1.ª División del Ejército General Nicolás Levalle, que aseguraba que el edificio se derrumbaría "(...) a causa del mal estado en que se encuentra". 
Una parte sobrevivió hasta 1891, en que fue demolida totalmente para dar cabida al Pabellón Argentino que se construyera para la Exposición Universal de París de 1889, obra del arquitecto Albert Ballu. La construcción ocupó el mismo lugar, frente sobre la actual Arenales entre Florida y Maipú. En el Pabellón tuvo su sede el Museo Nacional de Bellas Artes, y luego fue una de las sedes de la Exposición del Centenario en 1910. También se realizaron otros eventos, como la Exposición Nacional de 1898, para la cual se levantaron pabellones temporales ampliando el espacio del Museo de Bellas Artes.

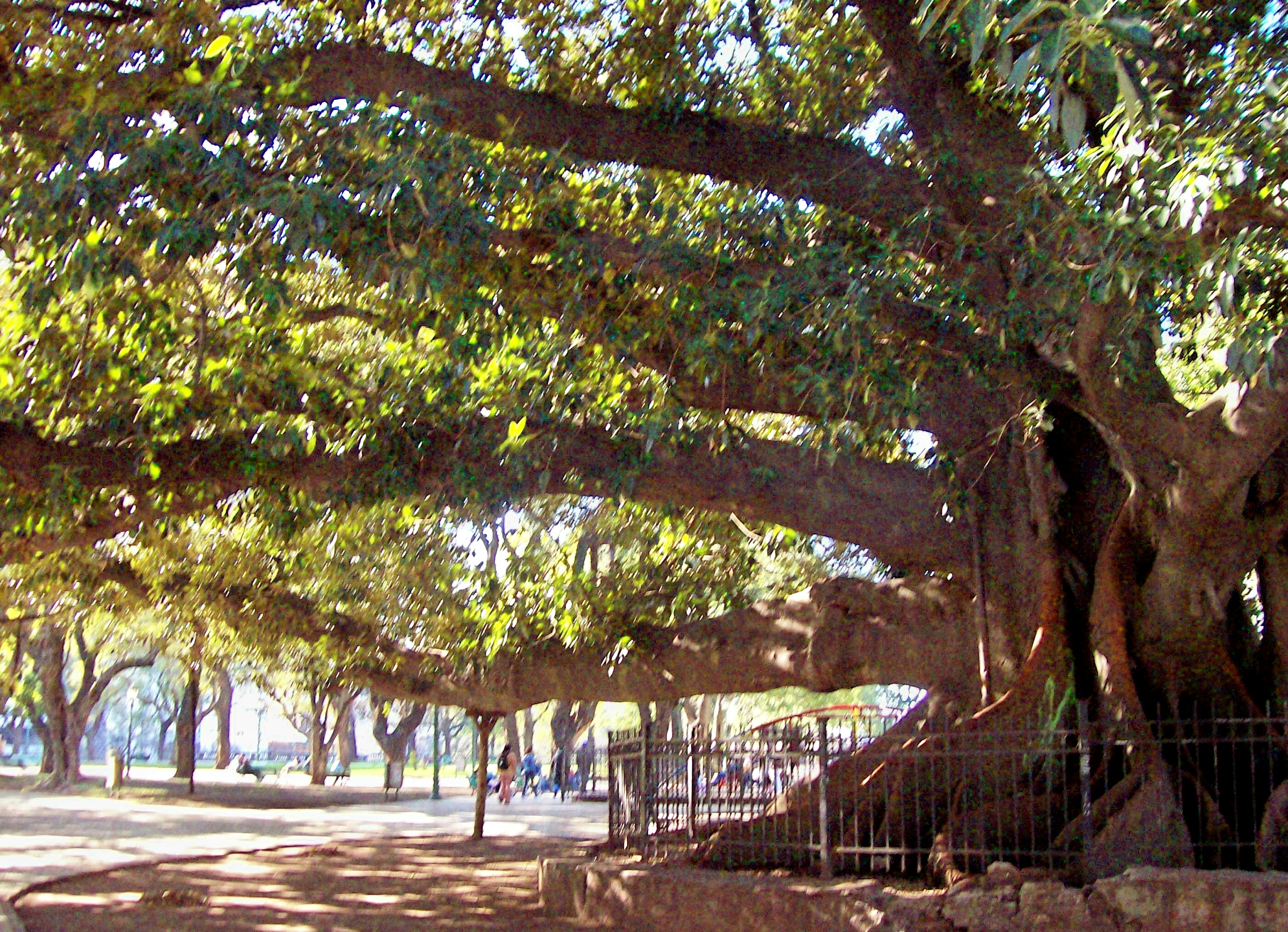
Gomero (Ficus elastica) en el sector oeste.

La Plaza San Martín pasó de ser un barrio marginal a una zona cada vez más cotizada a partir de la Epidemia de fiebre amarilla de 1871, cuando la clase alta porteña comenzó a desplazarse desde sus casas coloniales en el centro porteño, hacia la calle Florida, siguiendo hacia el norte en la Plaza San Martín, y finalmente hacia la actual Avenida Alvear y el Paseo de la Recoleta. El Barrio Norte de la ciudad comenzaba a ser privilegiado por la “aristocracia” argentina, que se enriquecía rápidamente con el modelo agroexportador a fines del siglo XIX.
En pocas décadas se construyeron residencias cada vez más fastuosas alrededor de la Plaza San Martín. Luego del Palacio Ortiz Basualdo (1904) hoy demolido, siguieron el Palacio Anchorena (1908) y el Palacio Paz (terminado en 1914, propiedad del dueño del diario La Prensa y candidato a Presidente). En 1909 se inauguraba con vistas al Centenario, el Plaza Hotel, primer hotel de categoría internacional y gran escala en la ciudad, que fue el edificio más alto de la ciudad en su momento.

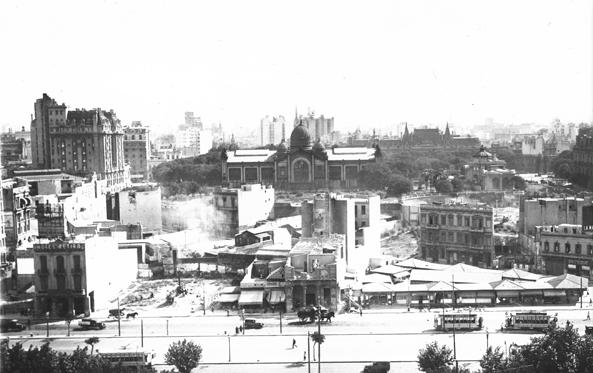
Obras de ampliación de la Plaza, en 1932

### Ampliación
Por 1909, la Compañía Primitiva de Gas cedió a la Municipalidad de Buenos Aires los terrenos que su Planta ocupaba desde 1856, frente a la actual Avenida del Libertador (en esa época, Paseo de Julio). El edificio fue demolido y en su lugar el paisajista Charles Thays diseñó la Plaza Britania (desde la Guerra de Malvinas, llamada Plaza Fuerza Aérea Argentina), dominada por la Torre de los Ingleses que se construyó en 1916.
En cuanto a la Plaza San Martín, si bien hubo luego algunas transformaciones y proyectos que no se llevaron a cabo, se puede decir que la mayor modificación fue realizada por la Municipalidad a comienzos de los años 1930 y forestada por el paisajista Carlos León Thays (hijo) en 1936. Se trató de una gran ampliación, sumándole la superficie de una manzana que estaba ocupada por edificios y atravesada por un pasaje llamado Falucho. Las construcciones fueron expropiadas por la Municipalidad de Buenos Aires, y la demolición comenzó hacia 1932, concretándose en menos de un año.
Entre los edificios estaba el monumental Pabellón Argentino, que también fue desmontado, y la sede de la Comisión de Bellas Artes, en la esquina de Maipú y Arenales, que fue demolido.
En las últimas décadas, los principales cambios sufridos por la Plaza San Martín se han reemplazado árboles que estaban en mal estado y vejez; y la modificación del paso de la calle Maipú, que fue abierta al tránsito y clausurada alternadamente según los años. En 2004 la calle fue cerrada, nivelada y cubierta con baldosas para ampliar la plaza; y en 2013 fue nuevamente abierta para el paso de colectivos.

## Monumentos y esculturas

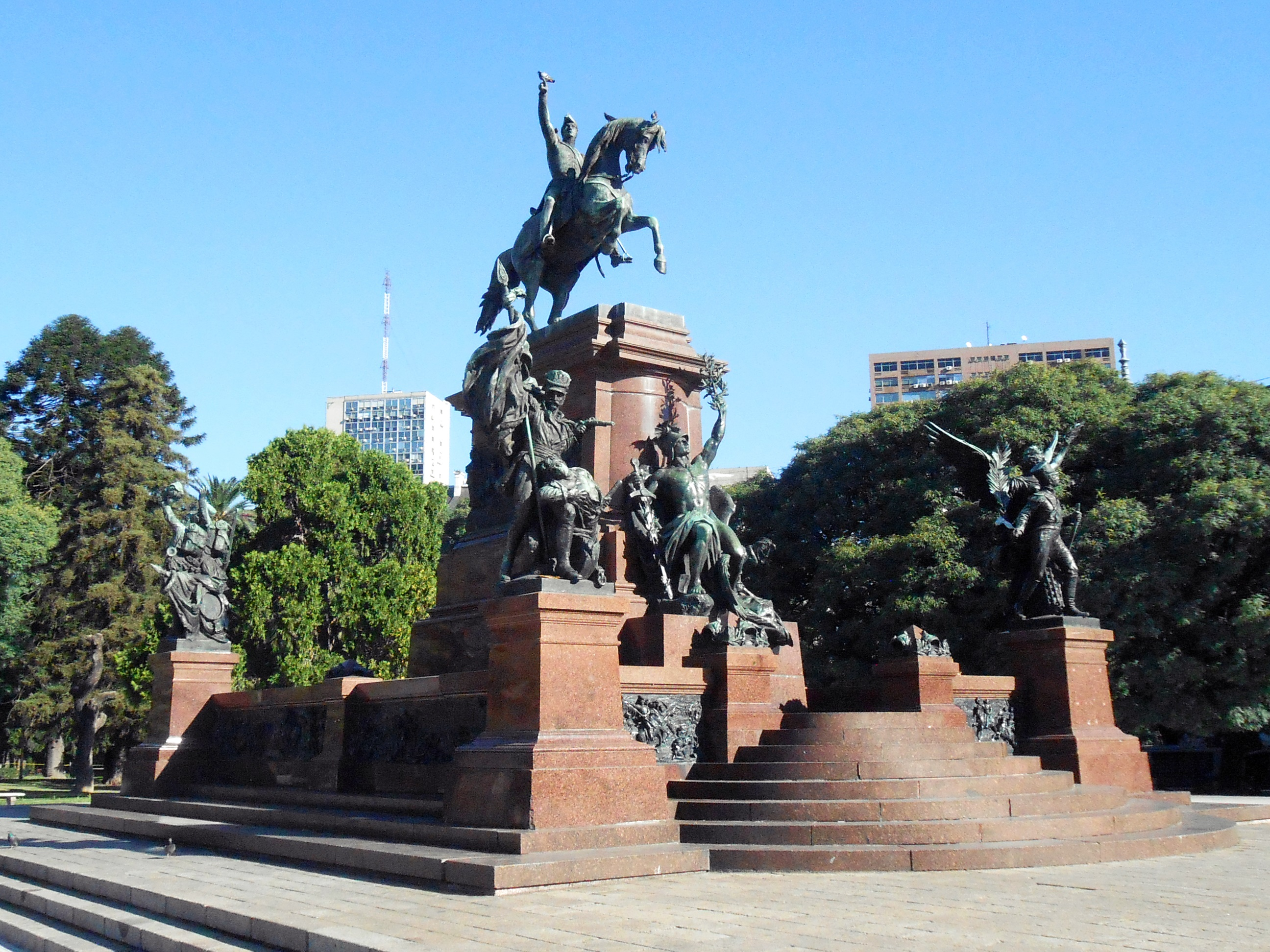
Monumento al General San Martín y a los Ejércitos de la Independencia.

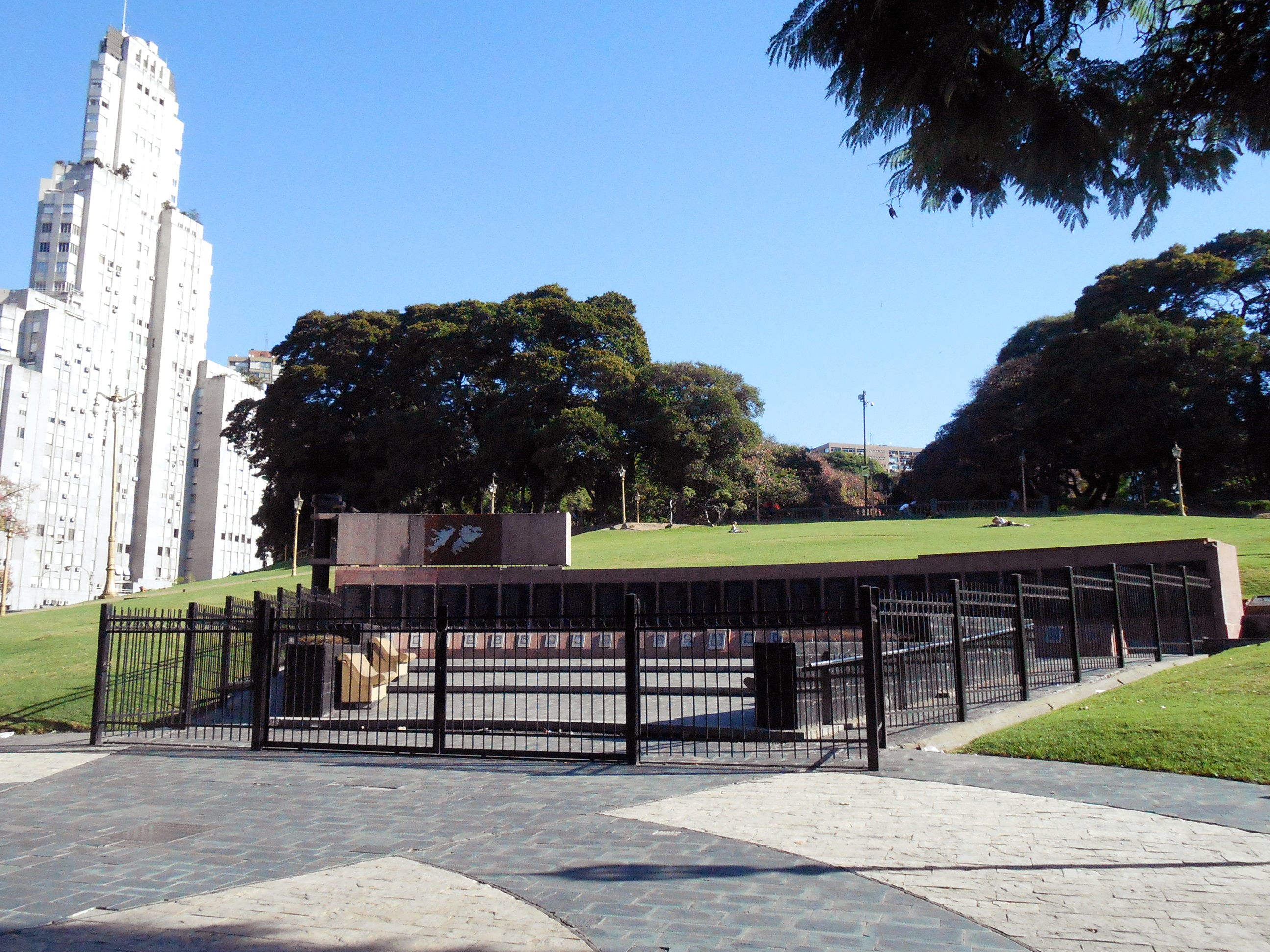
Vista del Monumento a los caídos en Malvinas, en la Plaza San Martín.

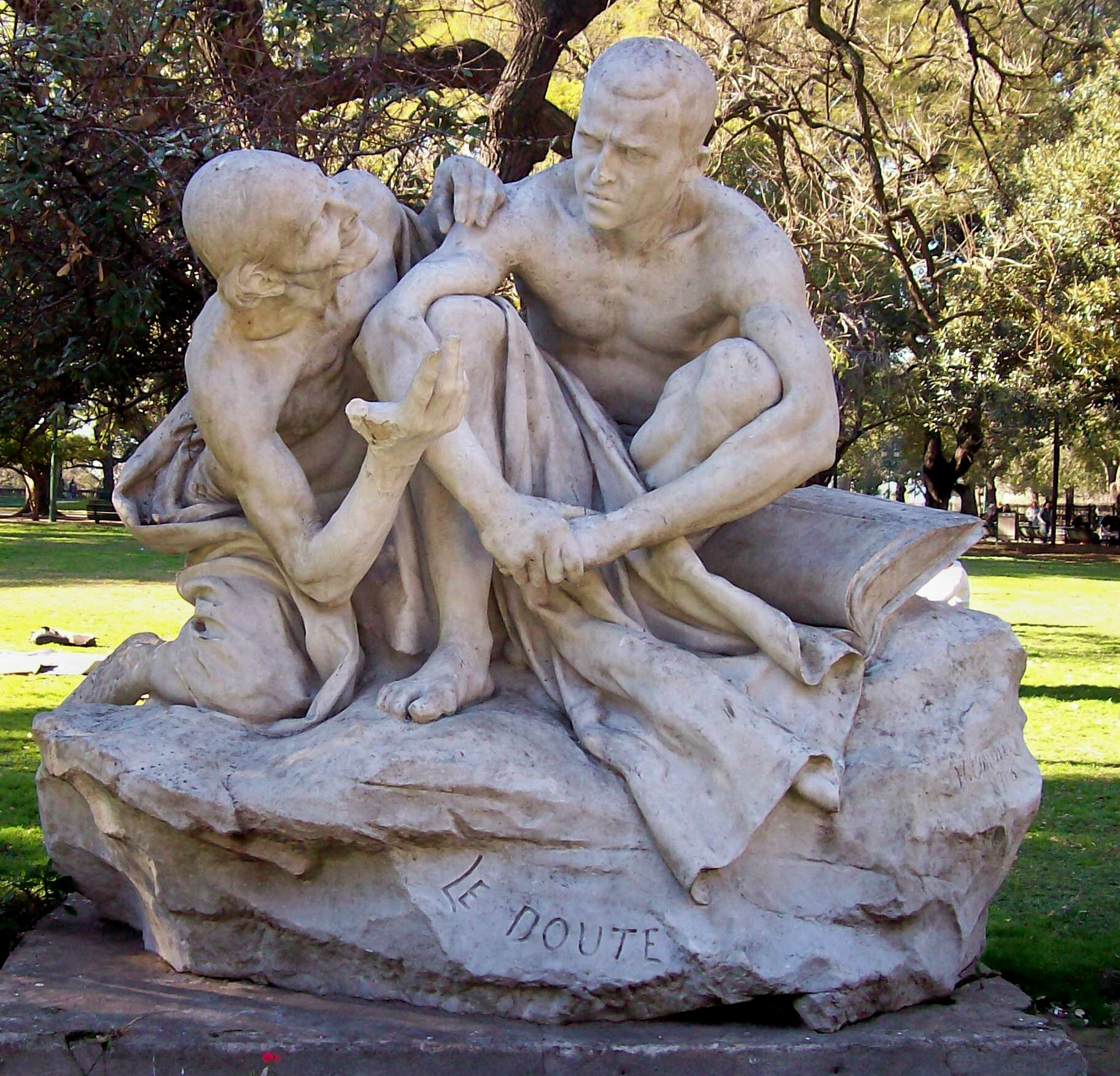
La duda.

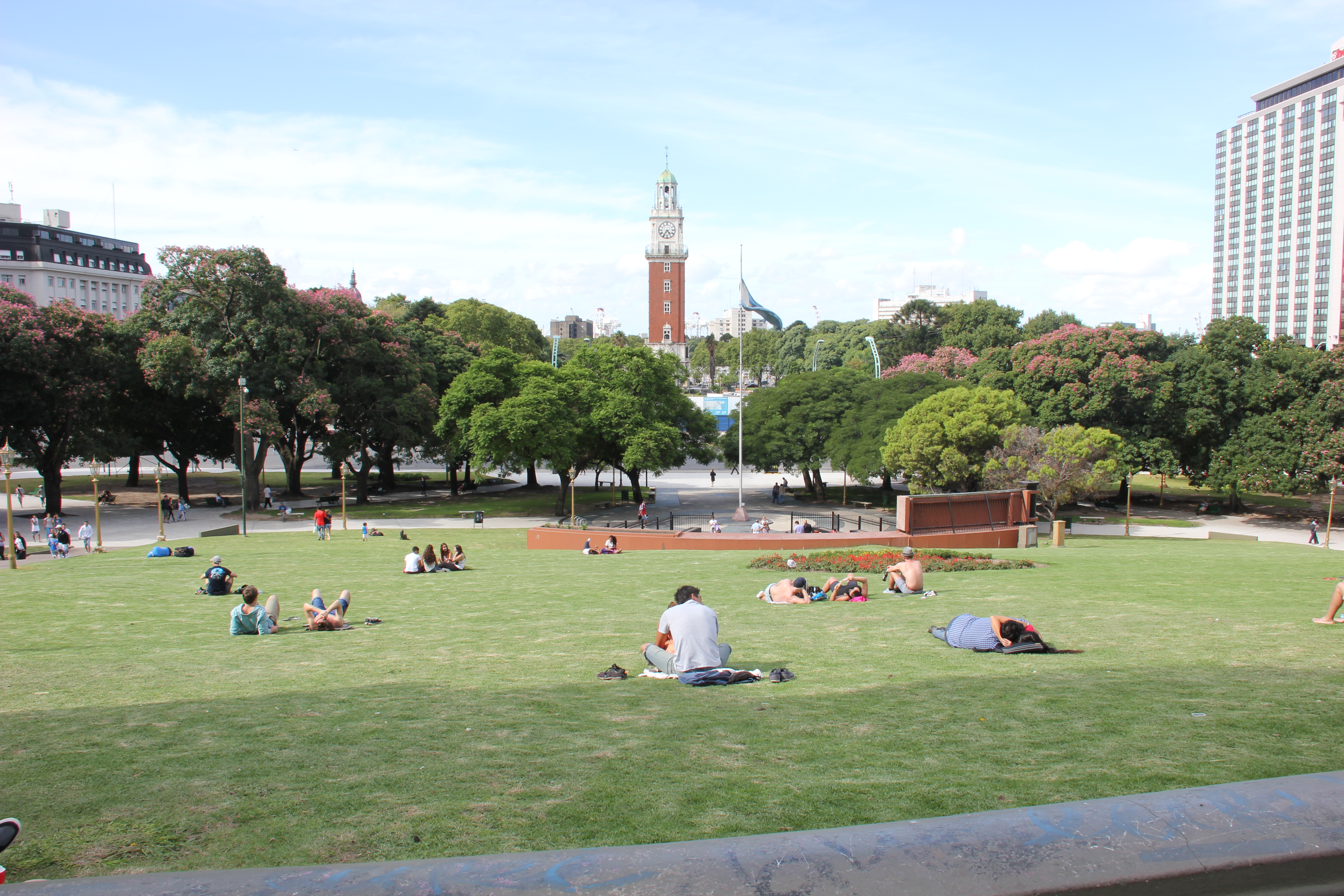
Torre Monumental frente a la Plaza General San Martín (2014).

- Monumento al General San Martín y a los Ejércitos de la Independencia: Monumento ecuestre en bronce sobre una base de granito pulido que hace honor al General José de San Martín y a cuatro importantes hitos relacionados con la independencia americana: el Cruce de los Andes, la Proclamación de la Independencia del Perú, la Batalla de Salta y la Toma de Montevideo. El conjunto formado por el Libertador sobre el caballo fue el primer monumento ecuestre de la Argentina (1862), obra del escultor francés Louis Joseph Daumas. En cambio los grupos de bronce alrededor del basamento son obra del escultor alemán Gustav Eberlein, y se inauguraron en 1910.

- El Monumento a los caídos en Malvinas: es un cenotafio localizado en la dentro de la plaza, erigido en honor a los caídos en la guerra de las Malvinas. Situado en el sector de la plaza que da hacia la Avenida del Libertador, está formado por 25 placas de mármol negro con los nombres de los 649 combatientes caídos en la guerra acontecida en 1982, realizado por el letrista Eduardo Omar Urich.

- La duda: Se encuentra a unos diez metros de la vereda de la Avenida Santa Fe, donde ésta se interseca con la calle Maipú. Realizada en mármol de Carrara por el artista francés Cordier muestra a un joven creyente que se encuentra junto a su Biblia abierta, mientras un anciano a su lado parece cuestionarlo.

Durante 38 años estuvo emplazada cerca de la Estatua de Esteban Echeverría la Fuente de la doncella, también conocida como Fuente catalana, escultura en mármol blanco de una mujer desnuda sacando agua de un pilón. Fue donada por la Colectividad Catalana. Emplazada en 1931 en el Parque Rivadavia, se la reubicó en la Plaza San Martín en 1971, para volver al Parque Rivadavia en 2009.

## Cultura
La plaza suele utilizarse para realizar exposiciones artísticas, como la exposición "Cultura por la Paz, United Buddy Bears" tuvo lugar en 2009 y que constaba de 140 esculturas de osos de dos metros de alto, cada una pintada por un artista de uno de los 140 países miembros de las Naciones Unidas.
En mayo de 2011 la artista Marta Minujín instaló la "Torre de Babel" una obra de arte efímera de 25 m de altura y forma de espiral. Compuesta de 30 000 libros de diferentes idiomas donados por embajadas y asociaciones civiles de 52 países en ocasión de la designación de Buenos Aires como Capital Mundial del Libro 2011 por la Unesco. El público podía recorrer los 7 pisos de la instalación dotada de una banda sonora de la palabra libro en diferentes lenguas.

## Descripción de la plaza
El diseño de la plaza es obra del arquitecto y paisajista argentino Carlos León Thays, hijo del gran paisajista francés Carlos Thays.
Entre las especies que se pueden apreciar en la botánica del lugar, se cuentan palmeras Phoenix, Syagrus y Canariensis, tilos, sauces, pinos, magnolia grandiflora, gomero, roble sedoso, ceibos y araucarias, así como también jacarandás traídos desde Tucumán por Carlos Thays hijo. 
Pueden observarse dos sectores característicos de la plaza. Uno de ellos es la barranca cubierta de césped, desde donde se puede apreciar la Torre Monumental. El otro sector es el que da hacia el lado opuesto, con terreno llano y cubierto por arboledas, y alrededor del cual se sitúan muchos edificios históricos e importantes, como el Kavanagh o el Palacio Paz, ocupado por el Círculo Militar.
| Características de la Plaza General San Martín | |
| Superficie:                                    | 5 ha |
| Obras de arte:                                 | Monumento al General San Martín y a los Ejércitos de la Independencia (Daumas-Eberlein), Monumento a los caídos en Malvinas, Hito de la Argentinidad, La duda.                  |
| Infraestructura y equipamiento:                | Iluminación, bancos, recinto para perros, juegos, 1 fuente de agua |
| Especies arbóreas:                             | Eucaliptos, Palmas Phoenix Syagrus y Phoenix Canariensis), pinos, magnolia grandiflora, roble sedoso, araucarias, ficus elastica (gomero), ibirá pitá y jacarandás entre otras. |
| Otras características:                         | Lugar Histórico Nacional por Decreto n.º 122096 del 9 de junio de 1942. |
| Plaza General San Martín en Google Maps        | |